# Radio Eska Śląsk
Radio Eska Śląsk − rozgłośnia radiowa działająca w ramach sieci ESKA. Siedziba rozgłośni znajduje się w Sosnowcu.

## Historia
W czerwcu 2002 lokalne Radio Rezonans działające w Sosnowcu nawiązało współpracę z siecią radiową ESKA zmieniając nazwę na ESKA-Rezonans. Jego siedziba znajdowała się przy ul. Suchej 7b. We wrześniu 2003 roku z nazwy usunięty został człon "Rezonans". Od tego czasu na 99,1 MHz istnieje Radio ESKA Śląsk 99,1 FM. Z początkiem wakacji 2007 rozpoczęły się zmiany antenowe - zsieciowano lokalną Gorącą 20, którą prowadził Dominik Borkowicz. 1 kwietnia 2009 roku zsieciowano również lokalną esemESKĘ, którą prowadzili Tomasz Sadowy, Piotr Wikar i Dominik Borkowicz.
Poranny program "Ranne Ptaki" trwa od 7:00 do 9:00 i prowadzony jest przez Krzysztofa "Jankesa" Jankowskiego wraz z ekipą. Natomiast "10 hitów jeden po drugim", które emitowane są od 9:00 do 15:00 prowadzą:
- Rafał Adamczak
- Michał Celeda
- Michał Sobkowski

"Gorąca 20" czyli najgorętsze notowanie wszystkich hitów na czasie na antenie gości od poniedziałku do piątku od 18:00 do 20:00 i prowadzona jest przez Marcina "Puotecka" Nozdrynia - Płotnickiego
imprESKA - czyli najlepsza radiowa imprezka w Polsce emitowana jest od niedzieli do czwartku od 20:00 do 24:00. Za sterami imprESKI - Janek Pirowski.
W weekend Hit weekend prowadzą
- Michał Sobkowski
- Andrzej Jaszczyszyn

Natomiast od 17:00 do 20:00 w niedzielę emitowana jest Global Lista, którą prowadzi Michał Celeda.
Lokalną audycją, która nie została zsieciowana jest popołudniowy program "Wrzuć na luz z Owcą i Strasznym Dworakiem", który prowadzą od 15:00 do 18:00:
- Owca
- Marcin Dworak (dawniej Radio Eska Wrocław)

Na potrzeby gali 2011 Eska Music Awards, pasmo od godziny 10 do 14 poprowadził ze śląskiego studia Piotr Wikar. Program na antenie gościł do 28 Maja 2011.
Natomiast od 06:00 do 07:00 w dni powszednie emitowany jest Magazyn Reporterów Radia Eska Śląsk
Od 2008 roku nowa siedziba radia znajduje się przy ulicy Modrzejowskiej 20.

## Lokalność
Radio Eska Śląsk 99,1 MHz z początku nadawało program lokalny od 6:00 do 19:00. Aktualnie program lokalny nadawany jest od 6:00 do 07:00 oraz od 15:00 do 18:00. Do godziny 17.00 są prezentowane wiadomości lokalne, newsy dla kierowców i prognoza pogody. Od godziny 18:00 stacja emituje serwisy z informacjami kulturalno-rozrywkowymi, czyli Eska City News.
Program popołudniowy  "Wrzuć na luz z Owcą i Strasznym Dworakiem" trwa od 15:00 do 18:00.
W weekendy od 7:00 do 9:00 stacja prezentuje najważniejsze informacje lokalne z całego tygodnia. W każą sobotę między 16.00 a 18.00 prezentowane są najlepsze momenty programu "Wrzuć na luz z Owcą i Strasznym Dworakiem".
Radio Eska Śląsk 93,4 MHz powstało w 2024 w Gliwicach.

## Słuchalność
Według badania Radio Track (wykonane przez Millward Brown SMG/KRC) udział Radia Eska Śląsk pod względem słuchania w okresie grudzień-maj 2021/2022 w grupie wiekowej 15-75 lat wyniósł 2,9 proc., co dało tej stacji 9. pozycję w rankingu rynku radiowego w Aglomeracji Śląskiej.

## Akcje Radia Eska 99,1
- Eska Summer Patrol - akcja przeprowadzana w latach 2001 – 2005 w okresie wakacyjnym. Można było wygrać nagrody ufundowane przez sponsorów, oraz gadżety Radia Eska.
- Eskalator - seria koncertów, organizowanych przez radio Eska, między innymi w Będzinie i Sosnowcu (sierpień 2011 roku).
- Eska Summer Hummer - akcja przeprowadzana w lecie 2008 roku. Eska Summer Hummer można było spotkać na terenie aglomeracji górnośląskiej, gdzie ekipa Radia Eska 99,1 rozdawała gadżety Radia Eska. W każdy piątek w Centrum Handlowym Plejada Sosnowiec można było spotkać gwiazdy muzyki pop.
- Tylko my Cię tak pobierzemy - akcja przeprowadzana w 2009 roku w okresie od 10 stycznia do 14 lutego. Lokalna akcja Radia ESKA 99,1. Polegała na wyłonieniu pary, która pobierze się w Centrum Handlowym Silesia City Center w Katowicach. Finał czyli ślub miał miejsce 14 lutego.
- Eska Summer Cars Patrol - akcja przeprowadzana w 2009 roku w okresie od 16 lipca do 26 września. Lokalna akcja Radia Eska 99,1. W każdy czwartek i piątek w Centrum Handlowym Plejada Sosnowiec można było spotkać gwiazdy. 26 września na lotnisku Muchowiec w Katowicach odbył się finał akcji ESKA SUMMER CARS PATROL pod nazwą SUMMER CARS PARTY. Podczas finału wystąpiły gwiazdy znane z anteny Radia Eska. Imprezę poprowadził Krzysztof Jankes Jankowski.
- Daj się złapać z biletem - akcja przeprowadzona w 2009 roku w dwóch okresach: 7-18 września i 12-23 października. Polegała ona na zachęceniu słuchacza do kupna biletu KZK GOP Katowice. Na wybranej linii autobusowej lub tramwajowej wsiadał kontroler i prezenter radia Eska Piotr Wikar. Obaj wybierali osobę, która skasowała bilet autobusowy i w nagrodę otrzymywała odtwarzacz mp3.
- Walentynki z Silesia City Center - akcja przeprowadzona w 2010 roku. Lokalna akcja Radia ESKA 99,1.
- Szał Zmian – akcja przeprowadzona w 2010 roku w okresie od 10 do 14 Maja. Lokalna akcja Radia Eska 99,1.
- Eska Summer City -  akcja przeprowadzana w wakacje 2010 roku. Eska Summer City można było spotkać na terenie konurbacji górnośląskiej, gdzie ekipa Radia Eska 99,1 rozdawała gadżety radiowe.
- Bitwa Trendów - akcja przeprowadzana w 2010 roku na antenie Radia Eska Śląsk. Do wygrania atrakcyjne nagrody z okazji otwarcia Centrum Handlowego AGORA BYTOM
- Bitwa o Agorę - akcja przeprowadzona w 2011 roku na antenie Radia Eska Śląsk. Do wygrania zaproszenia na laserową bitwę w Centrum Handlowy Agora BYTOM.
- Eska Summer City 2011 –  akcja przeprowadzana w 2011 roku w okresie wakacyjnym. Eska Summer City można było spotkać na terenie konurbacji górnośląskiej, gdzie ekipa Radia Eska 99,1 rozdawała gadżety radiowe.
- Drugie Śniadanie z Kingą i Strasznym Dworakiem – akcja promocyjna przeprowadzona we wrześniu 2011. Akcja promowana hasłem: "Ciała Naprzód od rana". Prowadzący audycję jeździli do firm, które zgłosiły się poprzez e-mail wraz z sushi i kubkami promującymi poranny program.

## Dawne programy
Kinga i Straszny Dworak:
- Kinga Zdrojewska
- Marcin Dworak

Upoluj Hit Eska Music Awards 2011:
- Piotr Wikar

Jajecznica Ala Dworak:
- Marcin Dworak
- Alicja Folentarska

Jajecznica Ala Jankowski: 
- Krzysztof "JANKES" Jankowski
- Alicja Folentarska

esemESKA:
- Piotr Wikar
- Tomasz Sadowy
- Michał Czernek
- Dominik Borkowicz
- Marcin Janota

Gorąca 20:
- Dominik Borkowicz

imprESKA:
- Marcin Nozdryń - Płotnicki (obecnie Gorąca 20)